# Vuelta a España 1957
La 12.ª edición de la Vuelta a España se disputó del 26 de abril al 12 de mayo de 1957, con un recorrido de 2967 km dividido en 16 de etapas con inicio y fin en Bilbao.
Tomaron la salida 90 corredores repartidos en 9 equipos de los que lograron acabar la prueba tan sólo 54 ciclistas. 
El vencedor Jesús Loroño, que logró su primera Vuelta a España, cubrió la prueba a una velocidad media de 35,008 km/h. 
Federico Martín Bahamontes se hizo con la clasificación de la montaña mientras que la clasificación por puntos fue para Vicente Iturat
Siete de las etapas disputadas fueron ganadas por ciclistas españoles.
La cuarta etapa iba a ser disputada inicialmente entre Mieres y León, pero las intensas nevadas sobre el Puerto de Pajares obligaron a instalar la meta en Puente Los Fierros, en las primeras estribaciones del puerto, aunque los comisarios acordaron que no computase para la clasificación general.

## Etapas
| Etapa | Recorrido            | Km       | Ganador de la etapa        | Líder de la clasificación general |
| 1.ª   | Bilbao-Vitoria       | 158      | Miguel Chacón              | Miguel Chacón                     |
| 2.ª   | Vitoria-Santander    | 220      | Carmelo Morales            | Carmelo Morales                   |
| 3.ª   | Santander-Mieres     | 259      | Federico Martín Bahamontes | Federico Martín Bahamontes        |
| 4.ª   | Mieres-León          | 63       | Cancelada                  | Federico Martín Bahamontes        |
| 5.ª   | León-Valladolid      | 172      | Roger Hassenforder         | Federico Martín Bahamontes        |
| 6.ª   | Valladolid-Madrid    | 212      | Miguel Chacón              | Salvador Botella                  |
| 7.ª   | Madrid               | 200      | Jan Adriaensens            | Francisco Moreno                  |
| 8.ª   | Madrid-Cuenca        | 159      | Roger Walkowiak            | Federico Martín Bahamontes        |
| 9.ª   | Cuenca-Valencia      | 249      | Rino Benedetti             | Federico Martín Bahamontes        |
| 10.ª  | Valencia-Tortosa     | 192      | Bruno Tognaccini           | Jesús Loroño                      |
| 11.ª  | Tortosa-Barcelona    | 199      | Gilbert Bauvin             | Jesús Loroño                      |
| 12.ª  | Igualada-Zaragoza    | 229      | Mario Baroni               | Jesús Loroño                      |
| 13.ª  | Zaragoza-Huesca      | 85 (CRI) | Jesús Loroño               | Jesús Loroño                      |
| 14.ª  | Huesca- Bayona       | 249      | Antonio Ferraz             | Jesús Loroño                      |
| 15.ª  | Bayona-San Sebastián | 199      | Roger Baens                | Jesús Loroño                      |
| 16.ª  | San Sebastián-Bilbao | 193      | Antonio Suárez             | Jesús Loroño                      |

## Clasificaciones
En esta edición de la Vuelta a España se diputaron cuatro clasificaciones que dieron los siguientes resultados:
| \| 1. \| Jesús Loroño \| España \| 84h 44' 06s \| \| \| 2. \| Federico Martín Bahamontes \| España \| a 8' 11s \| \| \| 3. \| Bernardo Ruiz \| España \| a 9' 34s \| \| \| 4. \| José Manuel Ribeiro Da Silva \| Portugal \| a 14' 32s \| \| \| 5. \| Raphaël Géminiani \| Francia \| a 17' 07s \| \| \| 6. \| Francisco Moreno \| España \| a 18' 43s \| \| \| 7. \| Jan Adriaensens \| Bélgica \| a 19' 38s \| \| \| 8. \| Pasquale Fornara \| Italia \| a 23' 48s \| \| \| 9. \| Gastone Nencini \| Italia \| a 25' 59s \| \| \| 10. \| Salvador Botella \| España \| a 28' 06s \| \| |                              |          |             |  |
| 1. | Jesús Loroño                 | España   | 84h 44' 06s |  |
| 2. | Federico Martín Bahamontes   | España   | a 8' 11s    |  |
| 3. | Bernardo Ruiz                | España   | a 9' 34s    |  |
| 4. | José Manuel Ribeiro Da Silva | Portugal | a 14' 32s   |  |
| 5. | Raphaël Géminiani            | Francia  | a 17' 07s   |  |
| 6. | Francisco Moreno             | España   | a 18' 43s   |  |
| 7. | Jan Adriaensens              | Bélgica  | a 19' 38s   |  |
| 8. | Pasquale Fornara             | Italia   | a 23' 48s   |  |
| 9. | Gastone Nencini              | Italia   | a 25' 59s   |  |
| 10. | Salvador Botella             | España   | a 28' 06s   |  |

| \| 1. \| Vicente Iturat \| España \| 160 puntos \| \| 2. \| Gastone Nencini \| Italia \| 173 puntos \| \| 3. \| Federico Martín Bahamontes \| España \| 217 puntos \| |                            |        |            |
| 1. | Vicente Iturat             | España | 160 puntos |
| 2. | Gastone Nencini            | Italia | 173 puntos |
| 3. | Federico Martín Bahamontes | España | 217 puntos |

| \| 1. \| Federico Martín Bahamontes \| España \| 26 puntos \| \| 2. \| Carmelo Morales \| España \| 20 puntos \| \| 3. \| Benigno Azpuru \| España \| 14 puntos \| |                            |        |           |
| 1. | Federico Martín Bahamontes | España | 26 puntos |
| 2. | Carmelo Morales            | España | 20 puntos |
| 3. | Benigno Azpuru             | España | 14 puntos |

| \| 1. \| Pirenáico \| España \| \| 253h 54' 00s \| |           |        |  |              |
| 1.                                                 | Pirenáico | España |  | 253h 54' 00s |